# Charles Reisner

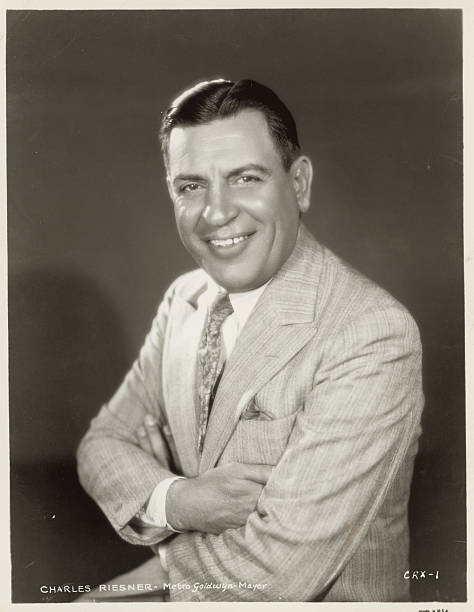
Charles Reisner (1926)

Charles „Chuck“ Reisner (* 14. März 1887 in Minneapolis, Minnesota als Charles Francis Riesner; † 24. September 1962 in La Jolla, Kalifornien) war ein US-amerikanischer Regisseur, Schauspieler, Drehbuchautor und Filmproduzent. Reisner trat zunächst ab 1916 als Schauspieler in Erscheinung, mit Beginn der 1920er-Jahre arbeitete er auch als Regisseur und Drehbuchautor. Erste Erfahrungen als Regieassistent sammelte er ab 1918. Während er das Schauspielern Mitte der 1920er beendete, inszenierte er bis einschließlich 1950 mehr als 60 Produktionen.

## Leben und Karriere
Charles Reisner begann seine Karriere als Berufsboxer, ehe er für ein Jahrzehnt eine Karriere als Vaudeville-Schauspieler einschlug. Er schrieb ebenfalls Texte für Broadwaymusicals. 1915 zog er nach Kalifornien, um dort eine Karriere als Filmschauspieler einzuschlagen. Bis 1925 spielte Reisner Nebenrollen in mindestens 30 Filmen, meistens in Kurzfilm-Komödien. Erste Erfahrungen hinter der Kamera sammelte er 1918 als Regieassistent von Charlie Chaplin in Ein Hundeleben. Bis 1925 fungierte er bei insgesamt zehn Filmen als Regieassistent von Chaplin, darunter Klassiker wie The Kid und Goldrausch. Er bekleidete zudem in vier dieser Filme Nebenrollen: der bullig und muskulös aussehende Reisner spielte unter anderem den Straßenschläger aus The Kid, der mit Chaplin einen Faustkampf austrägt sowie einen Ganoven in Der Pilger, der eine Frau um ihr Erspartes bringt.
1920 inszenierte Reisner seinen ersten eigenen Film A Champion Loser. In den 1920er-Jahren drehte er zahlreiche Kurzfilm-Komödien, unter anderem mehrmals mit Chaplins Bruder Syd Chaplin in der Hauptrolle. Bei über 20 seiner Filme fungierte Reisner zudem als Drehbuchautor und Gagschreiber. Mitte der 1920er-Jahre gab er seine Tätigkeit als Schauspieler auf, um fortan ausschließlich als Regisseur zu arbeiten. Reisners erster größerer Film war die Co-Regiearbeit mit Buster Keaton an dessen Film Steamboat Bill, jr., welcher heute als Meisterwerk gilt, damals aber an den Kinokassen unterging. 1929 führte Reisner bei dem Revuefilm The Hollywood Revue of 1929 Regie, welcher einige der größten Stars in Hollywood – unter anderem Joan Crawford, Norma Shearer und Laurel & Hardy – auf der Leinwand vereinigte.
In den 1930er- und 1940er-Jahren versuchte sich Reisner gelegentlich als Regisseur von ernsteren Kriminalfilmen oder Dramen. Jedoch war er weiterhin hauptsächlich als Regisseur von relativ kostengünstigen, heiteren Musicalfilmen und Komödien tätig. Zu den Höhepunkten seines Schaffens gehörten die Zusammenarbeiten mit den Marx Brothers bei Die Marx Brothers im Kaufhaus (1941) sowie mit Abbott und Costello bei Abenteuer im Harem (1944). Reisner inszenierte bis 1950 insgesamt 65 Produktionen, sein letzter Film war The Traveling Saleswoman mit Joan Davis in der Hauptrolle. Er war außerdem Produzent der Filme The Winning Ticket (1935), Der parfümierte Killer (1947) und Burry Me Death (1947).
Charles Reisner, dessen Spitzname unter Filmkollegen „Chuck“ war, starb 1962 im Alter von 75 Jahren an einem Herzinfarkt. Sein Sohn war der Drehbuchautor und Schauspieler Dean Riesner (1918–2002).

## Filmografie (Auswahl)

### Als Schauspieler
- 1916: His First False Step
- 1918: Ein Hundeleben (A Dog's Life)
- 1919: Vergnügte Stunden (A Day's Pleasure)
- 1921: The Kid
- 1923: Der Pilger (The Pilgrim)
- 1924: Bring Him In
- 1924: Ein Erlebnis in Paris (So This Is Paris)
- 1925: The Man on the Box

### Als Regisseur

#### Assistenzregie
- 1918: Ein Hundeleben (A Dog's Life)
- 1918: Gewehr über (Shoulder Arms)
- 1919: Auf der Sonnenseite  (Sunnyside)
- 1919: Vergnügte Stunden (A Day's Pleasure)
- 1919: The Professor
- 1921: Die feinen Leute (The Idle Class)
- 1921: The Kid
- 1922: Pay Day
- 1923: Der Pilger (The Pilgrim)
- 1925: Goldrausch (The Gold Rush)

#### Hauptregie
- 1920: A Champion Loser
- 1921: Simple and Sweet
- 1923: So Long Sultan
- 1925: The Man on the Box
- 1926: The Better 'Ole
- 1928: Steamboat Bill, jr. (Streamboat Bill, Jr.)
- 1929: The Hollywood Revue of 1929
- 1930: Venus auf Reisen (Chasing Rainbows)
- 1931: Stepping Out
- 1931: Flying High
- 1934: Hollywood Party
- 1934: You Can't Buy Everything
- 1935: It's in the Air
- 1936: Flying High
- 1937: Manhattan Merry-Go-Round
- 1940: Alex in Wonderland
- 1941: Die Marx Brothers im Kaufhaus (The Big Store)
- 1944: Abenteuer im Harem (Lost in a Harem)
- 1950: The Traveling Saleswoman

### Als Produzent
- 1935: The Winning Ticket
- 1947: Der parfümierte Killer (Railroaded)
- 1947: Burry Me Death